# Lac Laut Tawar
Le lac Laut Tawar (en indonésien Danau Laut Tawar, "lac de la Mer d'eau douce") est un lac situé dans la province indonésienne d'Aceh dans le nord de l'île de Sumatra.
La ville de Takengon, capitale du kabupaten d'Aceh Central, prend place sur sa berge ouest.

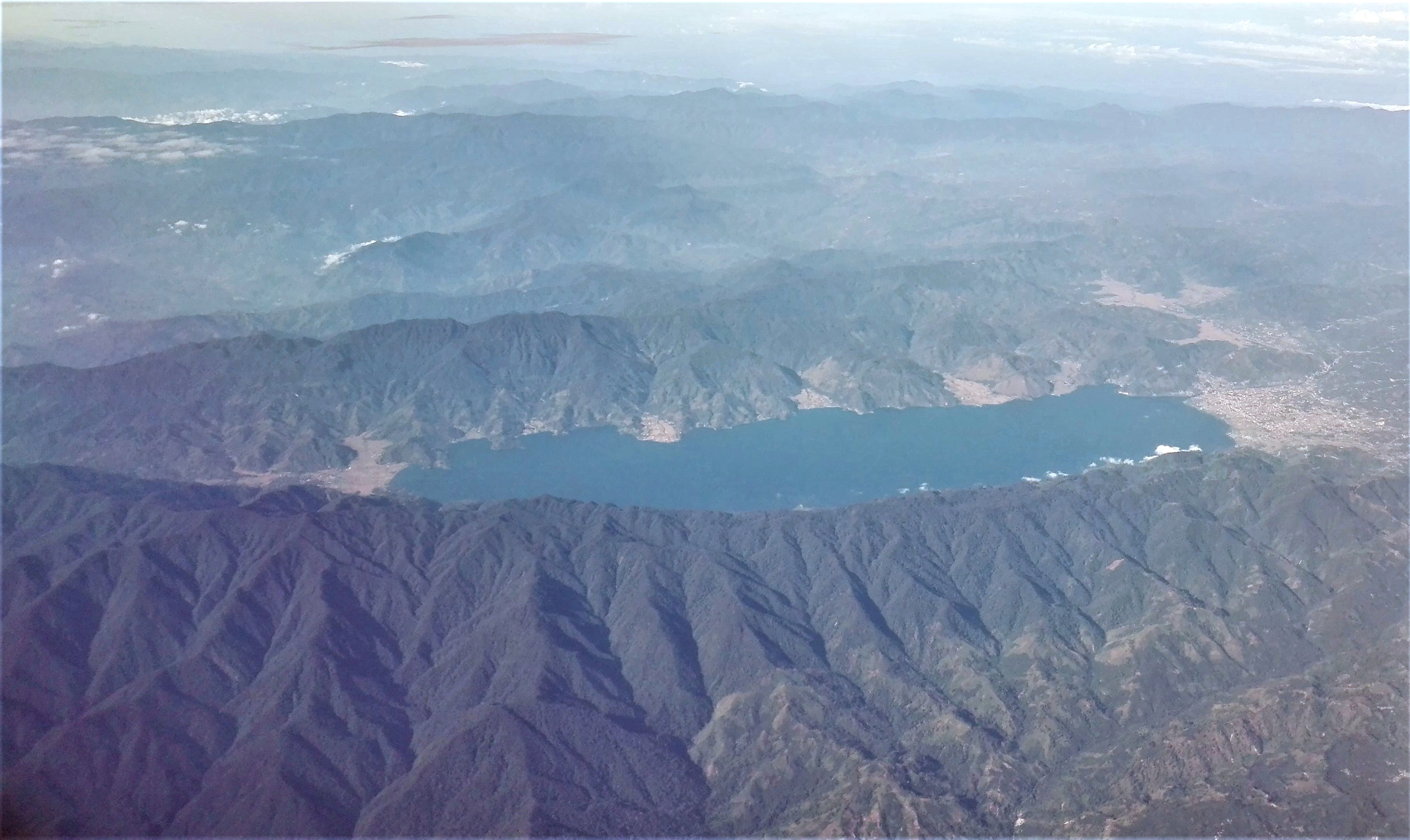
Le lac vu du ciel.
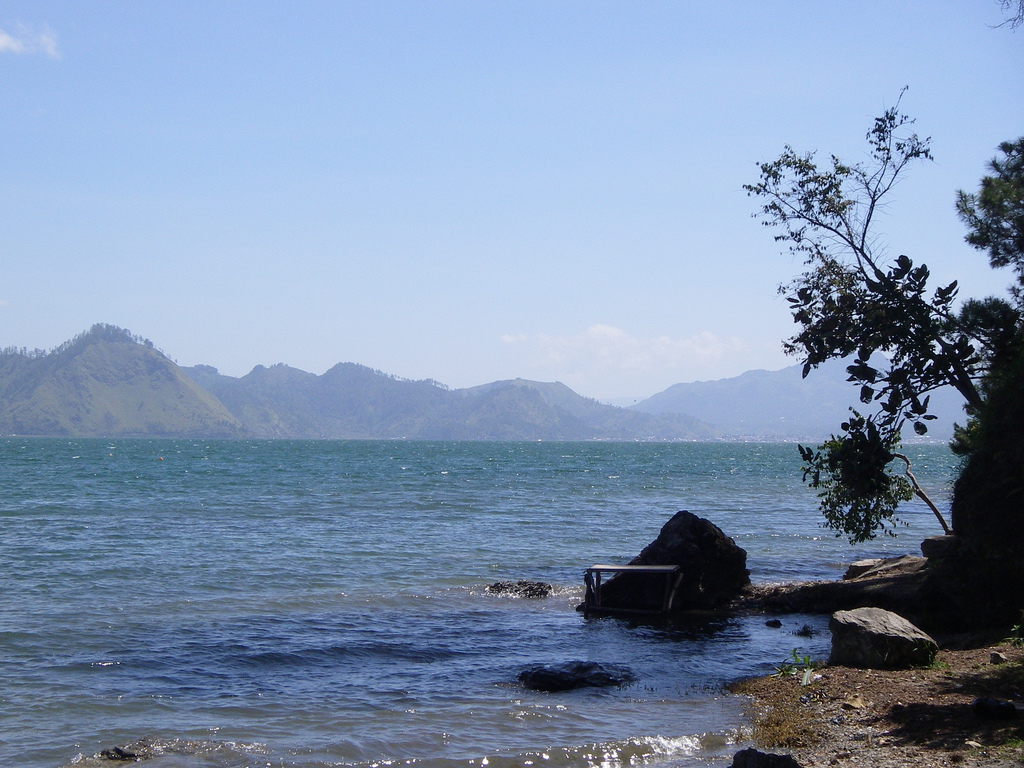